# Tomasz Kowalski (judoka)
Tomasz Piotr Kowalski (ur. 8 lutego 1988 w Opolu) – polski judoka, wicemistrz Europy z 2009 i 2012 roku. Trzykrotny mistrz Polski seniorów, wielokrotny medalista mistrzostw kraju w kategoriach juniorskich. Wielokrotny medalista mistrzostw Europy w kategoriach juniorskich i młodzieżowych, brązowy medalista mistrzostw świata do lat 20 z 2006 roku. Zawodnik klubu AZS Opole.
Jest żołnierzem 2 Batalionu Dowodzenia Śląskiego Okręgu Wojskowego we Wrocławiu. Przysięgę wojskową złożył 31 grudnia 2009.
Podczas Światowych Wojskowych Igrzysk Sportowych 2011 zdobył brązowy medal w rywalizacji drużynowej oraz złoty medal w kategorii do 66 kg. Rok wcześniej, podczas Mistrzostw Europy Wojskowych w Judo 2010, zdobył złoty medal w kategorii do 66 kilogramów.